# Högliden
Högliden är en by sex kilometer norr om Bygdsiljum i Skellefteå kommun i Västerbotten. Byn ligger på sluttningen ned mot Bygdeträskets östra strand.